# 177-й отдельный гвардейский полк морской пехоты
177-й отдельный гвардейский полк морской пехоты (177 опмп, в/ч 87852) — тактическое формирование Береговых войск ВМФ Российской Федерации.

## История
Предшественником полка является 414-й отдельный батальон морской пехоты, созданный в августе 1999 года. Батальон создавался на базе подразделений разных флотов во время Дагестанской войны. В дальнейшем морпехи действовали на территории Чечни.
Во время гражданской войны в Сирии ограниченный контингент каспийского батальона морской пехоты с 23 февраля 2016 года занимался охраной аэропорта Хмеймим.
177-й полк морской пехоты сформирован 26 ноября 2018 года в г. Каспийск Республики Дагестан. С 1 декабря 2018 года новый полк морской пехоты приступил к плановой учебе и выполнению задач по предназначению.
Во время вторжения на Украину весной 2023 года полк действовал в Запорожской области.

## Состав
- Управление
- 1-й батальон морской пехоты
  - управление
  - 1-я рота морской пехоты
  - 2-я рота морской пехоты
  - десантно-штурмовая рота
  - стрелковый взвод (снайперов)
  - противотанковый взвод
  - гранатомётный взвод
  - миномётная батарея
  - взвод связи
  - взвод обеспечения
  - медицинский взвод
- 2-й батальон морской пехоты
- 3-й батальон морской пехоты
- гаубичный артиллерийский дивизион
- реактивная артиллерийская батарея
- зенитная ракетная батарея
- батарея ПТУР
- рота управления
- разведывательная десантная рота
  - 1-й разведывательный взвод
  - 2-й разведывательный взвод
  - Отделение БЛА ближнего действия
  - Расчёт БЛА (Орлан-10)
- инженерно-десантная рота
  - взвод десантно-высадочных средств
  - инженерно-сапёрный взвод
  - инженерно-технический взвод
  - отделение инженерной разведки
- рота материального обеспечения
- ремонтная рота
- медицинская рота
- взвод радиопомех (РБ-331Б)
- взвод управления (начальника артиллерии)
- взвод РХБЗ
- взвод военной полиции
- полигон[5]

## Награды и почётное наименование
- Почётное наименование «гвардейский» (18 декабря 2023 года) — за массовый героизм и отвагу, стойкость и мужество, проявленные личным составом полка в боевых действиях по защите Отечества и государственных интересов в условиях вооружённых конфликтов[6]